# Nikołaj Dawydow
Nikołaj Grigorjewicz Dawydow (ros. Николай Григорьевич Давыдов, ur. 1928, zm. 2012) – radziecki działacz partyjny.

## Życiorys
Urodzony w rodzinie rosyjskiej. Od 1950 był funkcjonariuszem Komsomołu, a od 1952 członkiem KPZR, w 1965 ukończył Wyższą Szkołę Partyjną przy KC KPZR. W latach 1973–1975 przewodniczący obwodowego komitetu kontroli ludowej w Karagandzie, 1975-1977 zastępca przewodniczącego Karagandzkiej Rady Obwodowej, 1977-1982 II sekretarz Komitetu Obwodowego KPK w Szymkencie. W latach 1982–1988 I sekretarz Komitetu Obwodowego KPK w Żezkazganie, 1986-1989 członek KC KPZR, od 1988 na emeryturze. Deputowany do Rady Najwyższej ZSRR 11 kadencji. Pochowany na Cmentarzu Trojekurowskim w Moskwie.